# Ronald Garcés
Ronald Garcés (Valencia, Venezuela, 17 de mayo de 1989) es un exfutbolista venezolano. Jugó de guardameta en la primera división de Venezuela con Aragua FC, Estrella Roja FC, Carabobo FC, Yaracuyanos FC, Gran Valencia FC. Representó a Venezuela en competencias internacionales como Copa Sudamericana y libertadores en 2006 y 2007 con carabobo FC. Formó parte de selecciones de Venezuela en ediciones de  CONMEBOL Sudamericanos juveniles Sub-15, Sub-20 y se convirtió en mundialista al clasificar a la Copa del Mundo U20 Egipto 2009. Fue convocado a la selección Nacional de Venezuela de mayores en eliminatorias previas al Mundial Sudáfrica 2010. 
Jugó sus últimos años en EE. UU. en la liga NASL del fútbol profesional norteamericano. 
Actualmente es Preparador de arqueros en suelo norteamericano.  Es hermano del también futbolista Robert Garcés.

## Trayectoria
Debutó en noviembre de 2007 en el Carabobo FC en un partido frente a Trujillanos Fútbol Club, partido que ganó Carabobo por 1:0. Su segundo partido se produjo el 10 de febrero de 2008 frente al Guaros FC, con el resultado de 0:0. En junio de 2008 fue traspasado al Estrella Roja Fútbol Club.

## Selección nacional
Ha sido internacional con la Selección de fútbol de Venezuela en categoría Sub-20, aunque ya ha ido concentrado con la selección absoluta. Participó en la Copa Mundial de Fútbol Sub-20 de 2009 disputada en Egipto. Debutó contra Bolivia en un amistoso en el 2009 dejando su arco en 0 en partido quedó 0-0. Enfrentó las selecciones de Honduras, Colombia, México, Cuba, Uruguay en categorías Sub-20.

## Clubes
|  | Club                      | País          | Temporadas |
|  | ------------------------- | ------------- | ---------- |
|  | Carabobo Fútbol Club      | Venezuela     | 2007-2008  |
|  | Estrella Roja Fútbol Club | Venezuela     | 2008       |
|  | Carabobo Fútbol Club      | Venezuela     | 2009-2011  |
|  | Yaracuyanos Fútbol Club   | Venezuela     | 2012       |
|  | Gran Valencia FC          | Venezuela     | 2013       |
|  | Houston Dutch lions       | United States | 2014       |
|  | Fort Lauderdale strikers  | United States | 2015       |
|  | Miami United FC           | United States | 2015       |